# Nowa Wieś (powiat krośnieński)
Nowa Wieś – wieś w Polsce położona w województwie podkarpackim, w powiecie krośnieńskim, w gminie Dukla. Leży nad rzeką Jasiołką.
W latach 1975–1998 miejscowość administracyjnie należała do województwa krośnieńskiego.
| SIMC    | Nazwa         | Rodzaj    |
| ------- | ------------- | --------- |
| 0349895 | Na Dragonówce | część wsi |